# Mörk gräsblomfluga
Mörk gräsblomfluga (Melanostoma dubium) är en tvåvingeart som först beskrevs av Zetterstedt 1838.  Mörk gräsblomfluga ingår i släktet gräsblomflugor, och familjen blomflugor. Arten är reproducerande i Sverige. Inga underarter finns listade i Catalogue of Life.